# Галифакс (округ, Виргиния)
Округ Галифакс (англ. Halifax County) располагается в США, штате Виргиния. По состоянию на 2010 год, численность населения составляла 36 241 человек.

## География
По данным Бюро переписи США, общая площадь округа равняется 2150 км², из которых 2119 км² суша и 31 км² или 1,4% это водоёмы.

### Соседние округа
- Кэмпбелл (Виргиния) — северо-запад
- Шарлотт (Виргиния) — северо-восток
- Мекленберг (Виргиния) — восток
- Гранвилл (Северная Каролина) — юго-восток
- Персон (Северная Каролина) — юг
- Казуэлл (Северная Каролина) — юго-запад
- Питсилвейния (Виргиния) — запад

## Демография
По данным переписи населения 2000 года в округе проживает 37 355 жителей в составе 15 018 домашних хозяйств и 10 512 семей. Плотность населения составляет 18 человек на км². На территории округа насчитывается 16 953 жилых строений, при плотности застройки 8 строений на км². Расовый состав населения: белые - 60,32%, афроамериканцы - 38,02%, коренные американцы (индейцы) - 0,20%, азиаты - 0,24%, гавайцы - 0,01%, представители других рас - 0,44%, представители двух или более рас - 0,77%. Испаноязычные составляли 1,23% населения.
В составе 28,60 % из общего числа домашних хозяйств проживают дети в возрасте до 18 лет, 51,20 % домашних хозяйств представляют собой супружеские пары проживающие вместе, 14,80 % домашних хозяйств представляют собой одиноких женщин без супруга, 30,00 % домашних хозяйств не имеют отношения к семьям, 27,40 % домашних хозяйств состоят из одного человека, 13,10 % домашних хозяйств состоят из престарелых (65 лет и старше), проживающих в одиночестве. Средний размер домашнего хозяйства составляет 2,43 человека, и средний размер семьи 2,94 человека.
Возрастной состав округа: 23,40 % моложе 18 лет, 6,90 % от 18 до 24, 26,40 % от 25 до 44, 26,30 % от 45 до 64 и 17,10 % от 65 и старше. Средний возраст жителя округа 41 год. На каждые 100 женщин приходится 90,80 мужчин. На каждые 100 женщин старше 18 лет приходится 86,70 мужчин.
Средний доход на домохозяйство в округе составлял 29 929 USD, на семью — 37 845 USD. Среднестатистический заработок мужчины был 27 498 USD против 20 684 USD для женщины. Доход на душу населения был 16 353 USD. Около 11,50% семей и 15,70% общего населения находились ниже черты бедности, в том числе - 18,90% молодежи (тех, кому ещё не исполнилось 18 лет) и 19,60% тех, кому было уже больше 65 лет.